# کاکتوس کلاه‌اسقفی
کاکتوس کلاه اسقف(نام علمی: Astrophytum myriostigma) نام یک گونه از سرده استروفیتوم است.

## نگارخانه

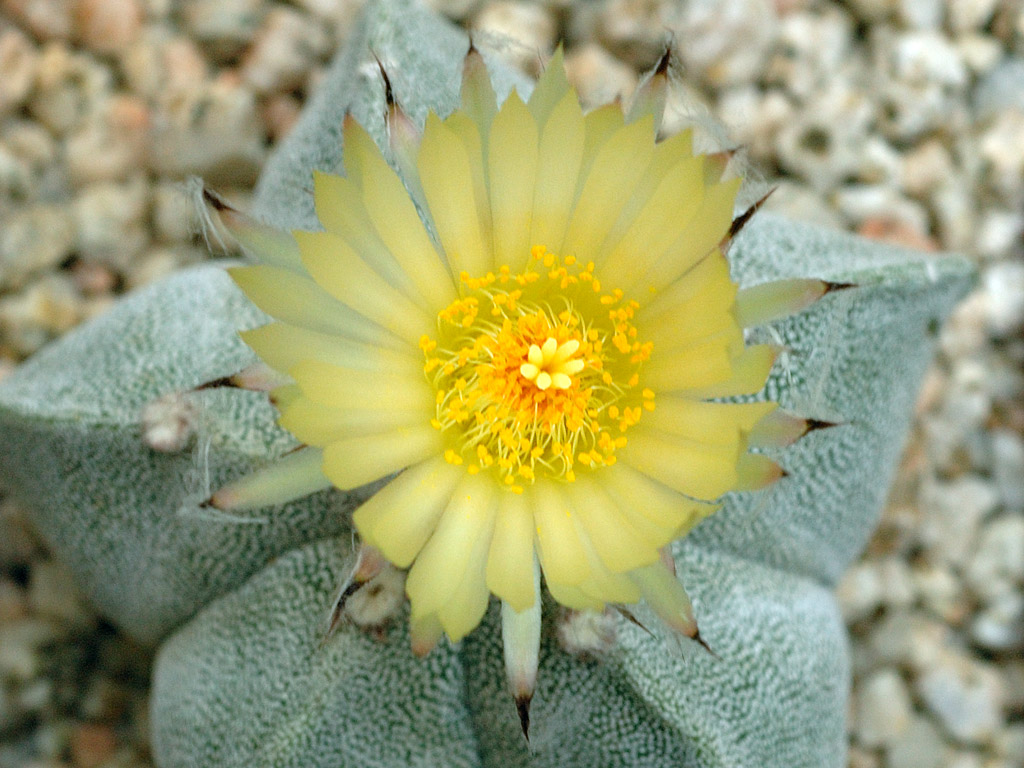
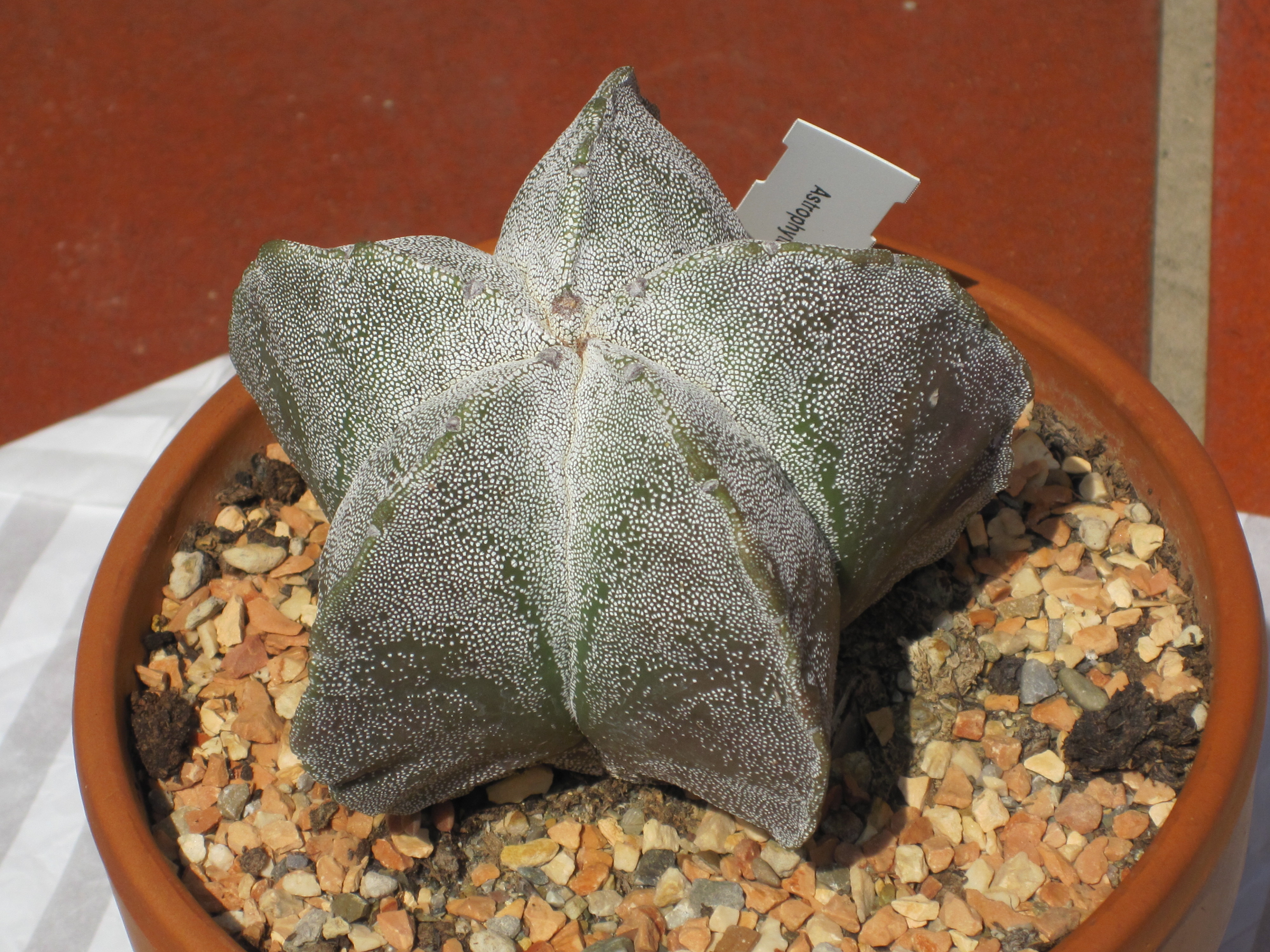
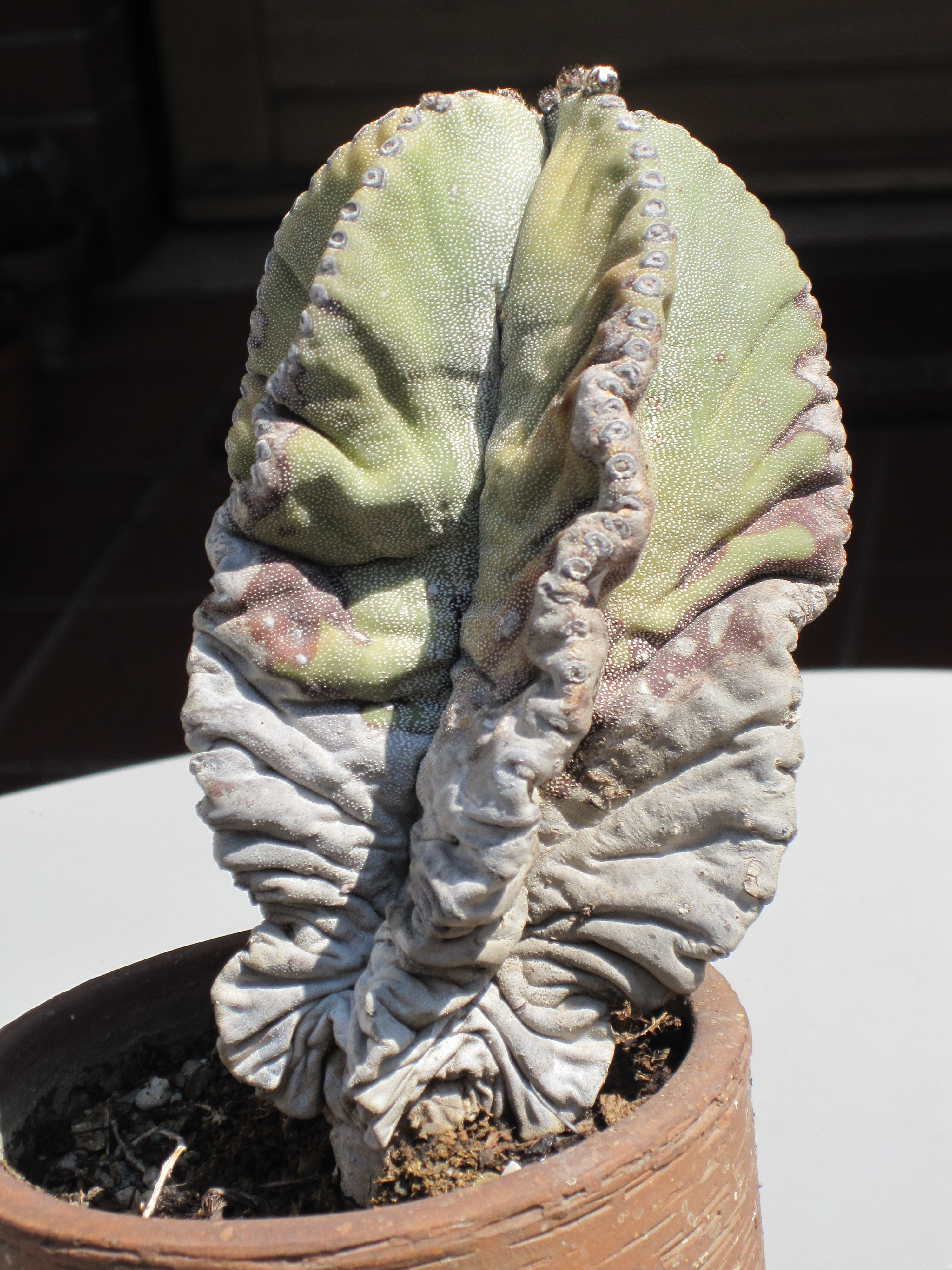
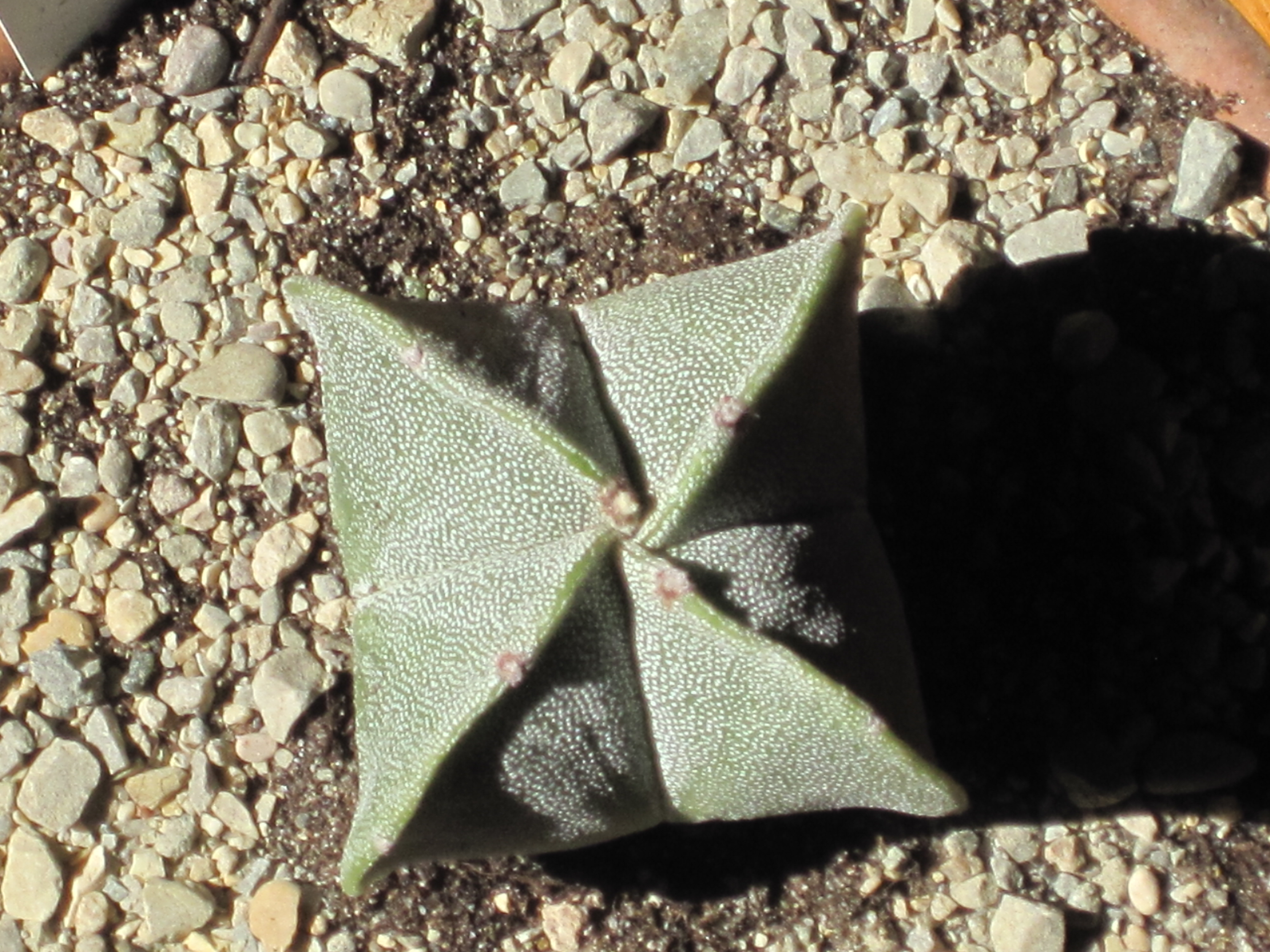
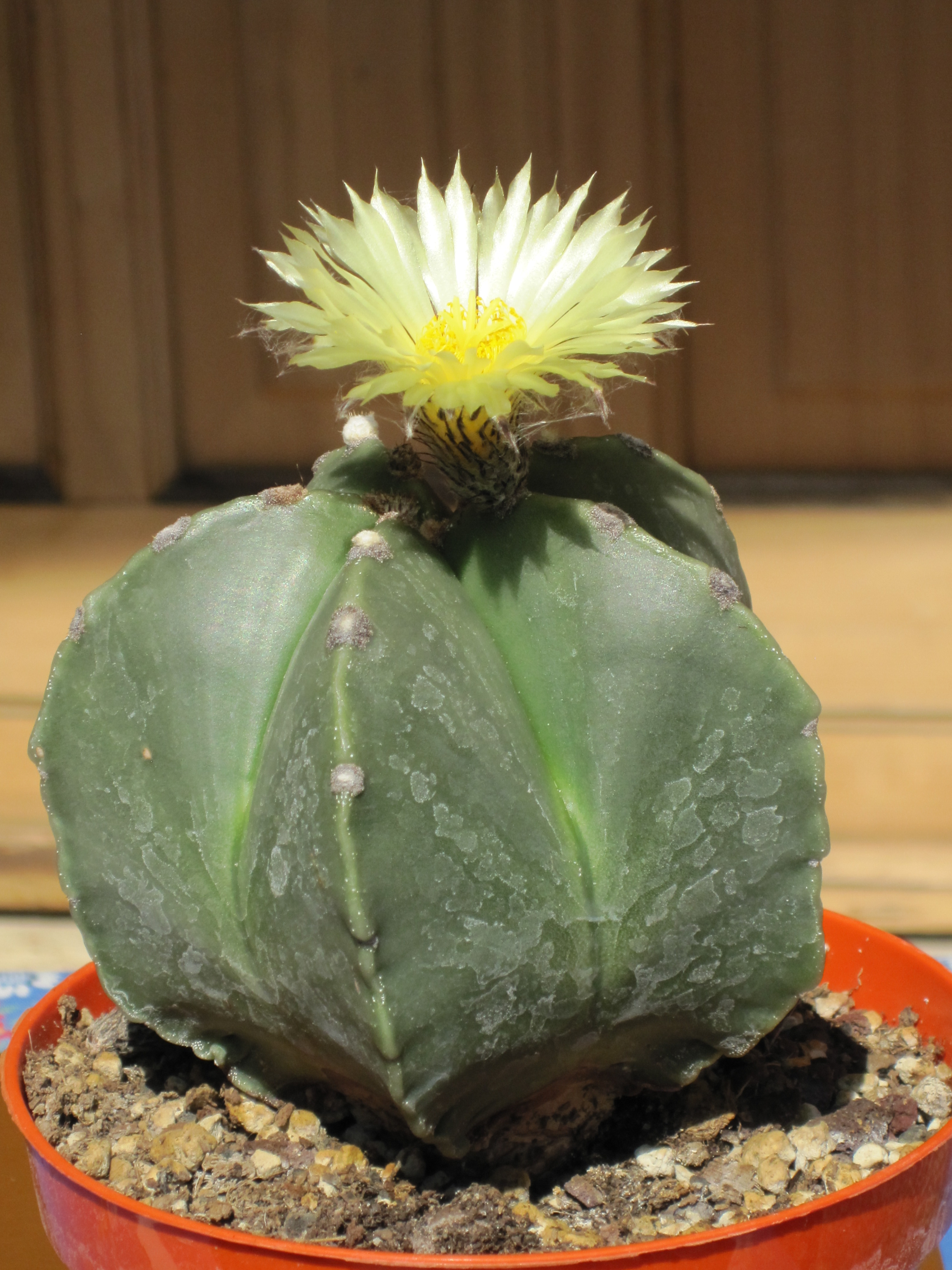
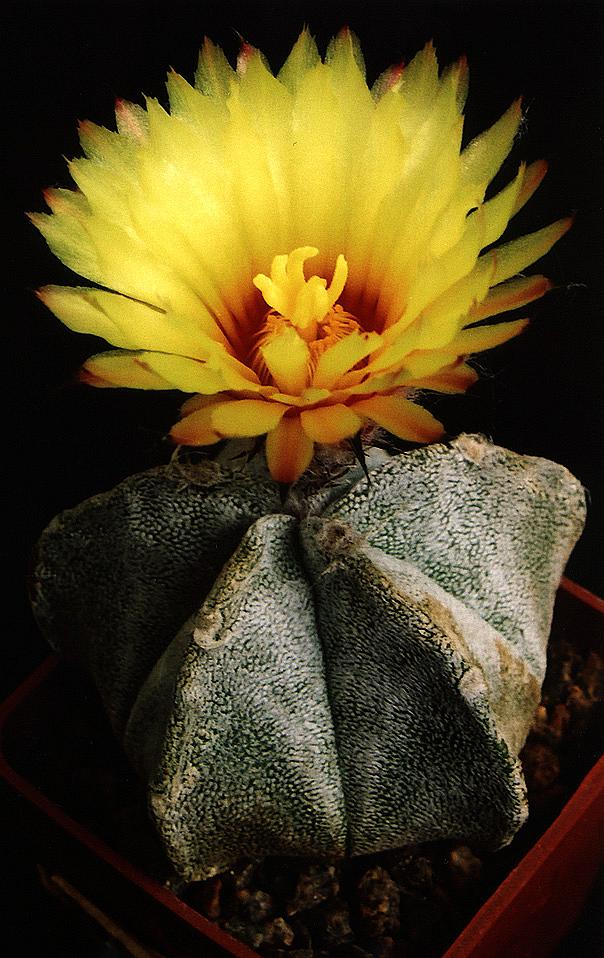
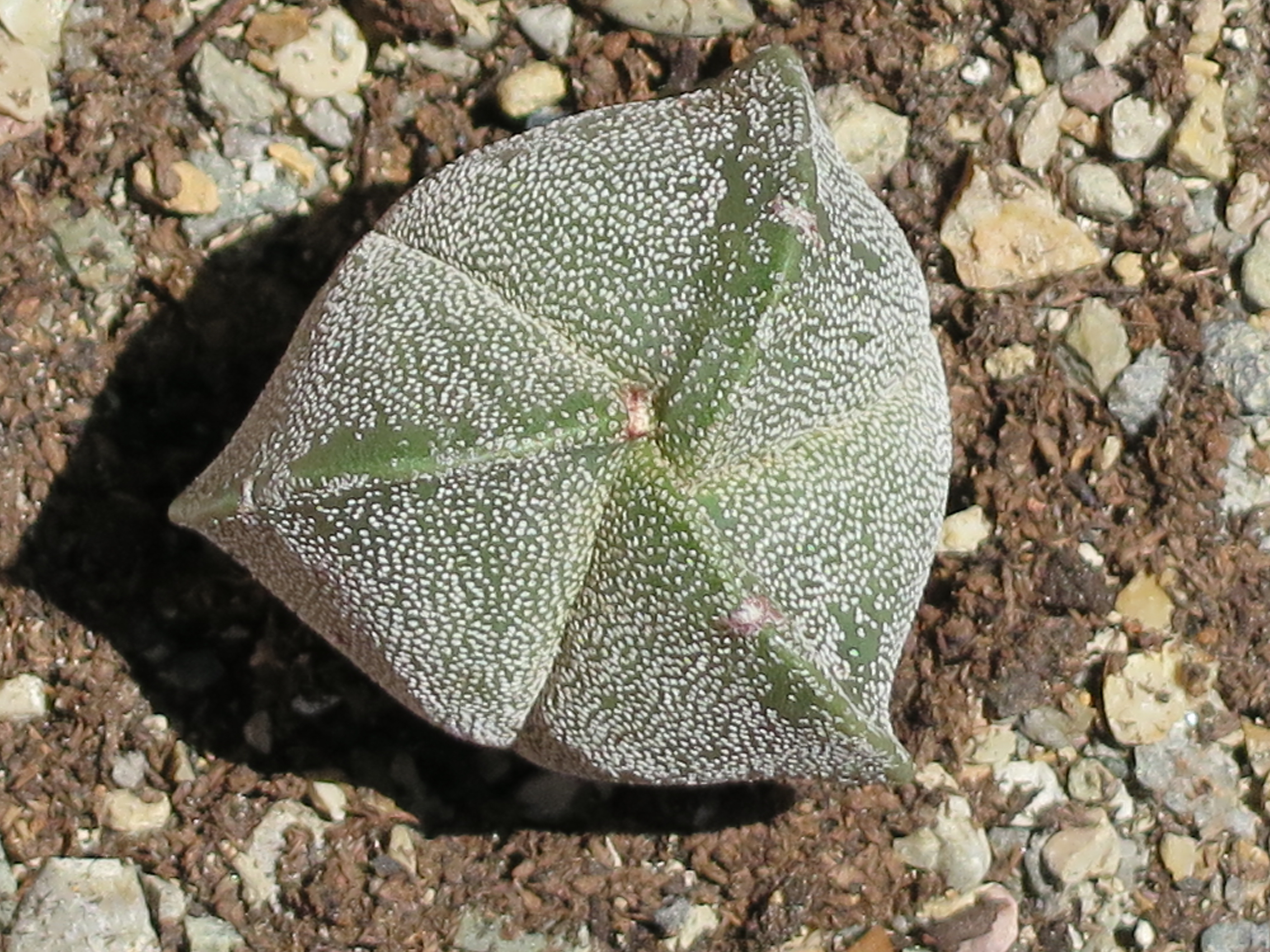